# Domino Foods
Domino Foods est une entreprise sucrière américaine appartenant au groupe American Sugar Refining. Elle produit le sucre de marque Domino.

## Historique
L'entreprise est fondée en 1799 par des immigrants allemands, William Havemeyer (père du futur maire de New York) et son frère Frederik. Ils établissent une usine à Brooklyn en 1856. Cette usine est reconstruite en 1882 après un incendie. Elle est fermée en 2004 et classée comme patrimoine historique trois ans plus tard. Elle rouvre en 2023 après une restructuration complète qui incorpore des éléments résolument modernes dans l'architecture du XIXe siècle.

## Activité économique

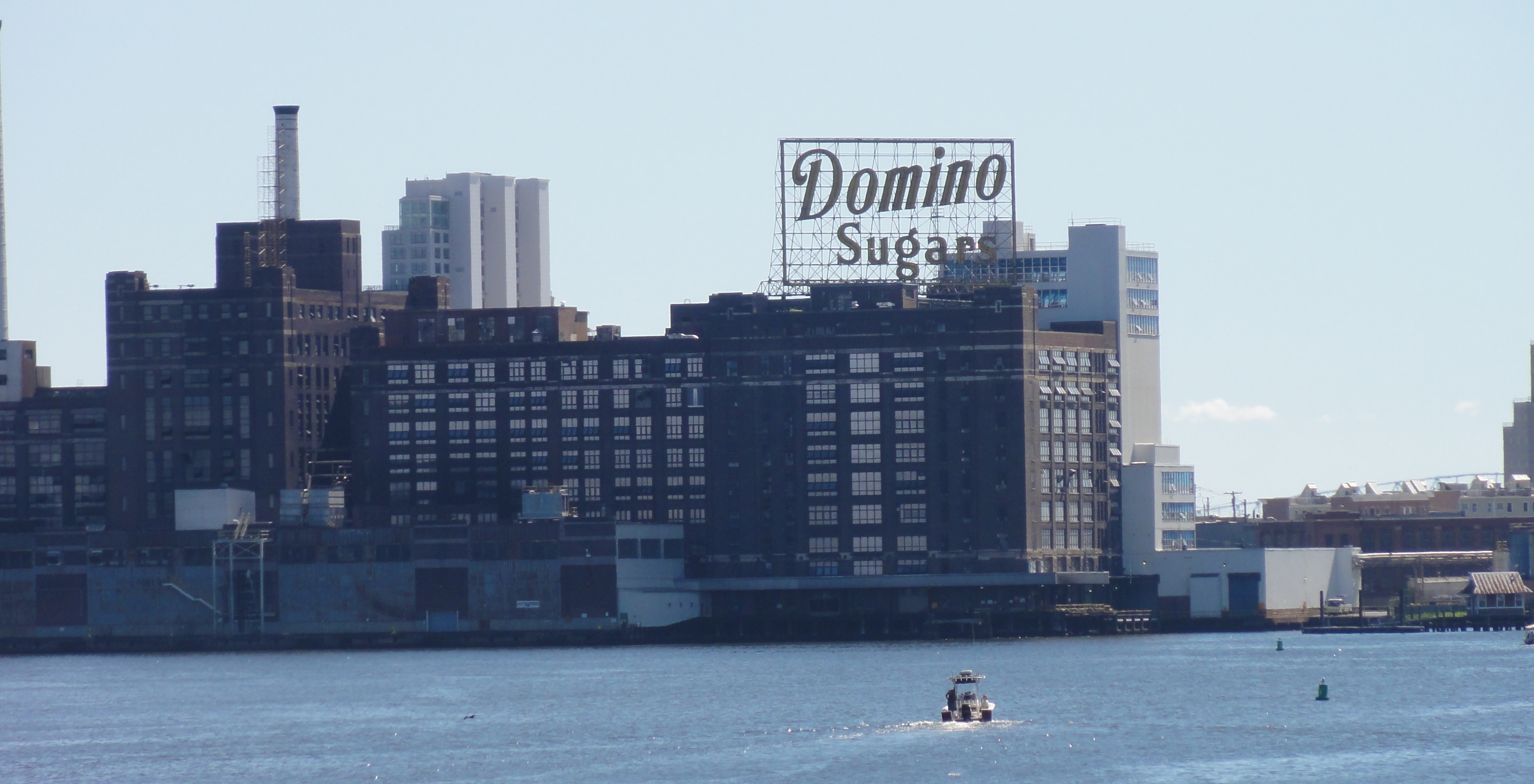
Usine Domino à Baltimore, dans le Maryland.

Domino Foods représentait au XXe siècle près de 98% de la capacité de production de sucre aux États-Unis.